# British Boot Company
The British Boot Company (anciennement Holts) est un magasin de chaussures à Londres, dans le quartier Camden Town, célèbre pour avoir été le premier point de vente au monde des chaussures Dr. Martens en 1958.

## Historique
Holts, le prédécesseur de British Boot Company, a démarré en 1851 en vendant des bottines cloutées. Dans les années 1980, le magasin prit le nom British Boot Company, mais il est resté une entreprise familiale. Dans les années 1970 et 1980, ce magasin devint un important point de rencontre des skinheads et des punks du monde entier, qui venaient y acheter des bottines ou des creepers. On pouvait également écrire des messages sur les murs, qui seraient lus par les groupes skinheads ou punks de passage ou en tournée.
Vers la fin des années 1970, le charismatique propriétaire de la boutique, Alan Roumana, était très proche du groupe local North London Invaders, qui devint plus tard le groupe Madness. Les membres de Madness achetaient des mocassins dans cette boutique, et le groupe utilisa ses locaux pour tourner le clip vidéo de la chanson The Prince (1979, album One Step Beyond...). Les membres de The Clash, des Sex Pistols et de UK Subs furent également des clients réguliers de la boutique.